# Olly (cantante 1974)
Olly, pseudonimo di Oliviero Riva (Bergamo, 17 novembre 1974), è un cantante, paroliere, produttore discografico e chitarrista italiano, front-man del gruppo musicale Ska punk / Hardcore melodico italiano Shandon.
Olly è il cantante, fondatore e autore della maggior parte delle canzoni degli Shandon (riformati nel 2012 dopo lo scioglimento del 2006). In passato ha militato in The Fire, Crummy Stuff, e Furious Party (insieme a Mox Cristadoro).
Ha inoltre pubblicato a proprio nome l'album Olly Meets the Good Fellas (Ammonia Records, 2005), realizzato assieme al gruppo swing The Good Fellas e poi l'EP Rock N' Soul (Ammonia Records, 2014) e l'album Mono 2 Stereo (Ammonia Records, 2015) a nome Olly Riva & The Soul Rockets. È stato uno degli animatori del progetto Punx Crew e partecipa attivamente al progetto Rezophonic.

## Biografia

### Infanzia e giovinezza
Oliviero Riva nasce a Bergamo il 17 novembre 1974. Fin da bambino segue la passione musicale del padre, che a casa ascolta il rhythm and blues di Ray Charles, Otis Redding, Wilson Pickett, Spencer Davis Group, ed inizia a suonare la chitarra. Da adolescente si appassiona al punk rock. Nel 1989, grazie al suo modo di cantare molto melodico, entra nella band chiamata Urlo alchilico che, anche grazie ai due hare krishna presenti nel gruppo, volevano aprire la ricerca della band sul nascente hardcore melodico. In questo periodo Oliviero condivide il suo percorso musicale con altre band suonando brevemente con gli Shaa e con i Crummy Stuff.

### 1994-2003: Olly e la nascita degli Shandon
Nel 1994 Olly fonda gli Shandon con Marco Lucarelli, Andrea Castelli, Fabio Gilberto e Walter Guabello, divenendo voce e frontman del gruppo, nonché paroliere ed autore di moltissimi brani futuri. Dopo le prime due cassette demo autoprodotte, Shandon (1994) e PunkBillySkaCore (1995) il gruppo aveva già sviluppato quel mix di generi su base hardcore punk che li caratterizzerà nei loro album successivi, tanto che uno dei loro inni dal titolo Questosichiamaska era già presente nella seconda demo. Le cassette attirarono l'attenzione di Steve Valli della T.V.O.R. on vinyl che li portò prima festival Teste Vuote Ossa Rotte al fianco di band come Rancid, Pennywise, Sick of It All e Joykiller per poi produrre il loro album Skamobile (1997), che assieme a Paranoia e potere (T.V.O.R. on vinyl, 1995) dei Punkreas fu uno dei dischi più venduti dell'etichetta.
In seguito la band cambiò case discografiche pubblicando prima Nice Try (White and Black, 1997), di cui Olly curò anche la produzione artistica assieme a Alfredo Cappello, e poi Fetish (Bloom Produzioni, 2000) con cui gli Shandon raggiungono la massima popolarità, anche grazie alle qualità della voce di Olly ed al loro singolo Placebo Effect, il cui video passò nelle maggiori TV musicali dell'epoca. Quando uscì l'antologia Punk.billy.ska.core (Ammonia Records, 2001), Olly e soci erano già una delle band di punta della scena flower punk italiana, con tour europei e condivisione di palchi con gruppi internazionali come NoFX, Blink 182, Offspring. L'album successivo Not So Happy to Be Sad (Ammonia Records, 2001) conferma ancora gli Shandon ed Olly come uno dei tasselli chiave della scena italiana, ampliando ancor più i suoni tipici dell'harcore melodico a sonorità garage rock e ska.
Nel 2002 Olly aveva intanto curato il progetto musicale Punx Crew assieme ad Andrea dei Madbones, con il quale coinvolgono oltre 50 storici musicisti del punk rock, dell'harcore punk e dell'indie rock italiano, pubblicando l'album 1977/2003. Spiccano brani come Canzone degli Artisti che Olly Shandon scrisse a quattro mani con Freak Antoni e la title track con la voce di Zazzo dei Negazione.
Dopo SixtyNine (Ammonia Records, 2003) gli Shandon chiudono il loro primo periodo nel 2006 prima della reunion del 2011.

### 2003-2012: Olly tra nuovi progetti e produzioni musicali
Già nel 2003, tre anni prima dello scioglimento degli Shandon, un progetto così strettamente connotato in ambito Ska punk / Hardcore melodico cominciava ad andare stretto ad Olly, che fonda i Furious Party con la complicità di Claudio Gilardetti e Francesco Tinelli dei Maze e Mox Cristadoro, già nei Crash Box, The Carnival of Fools e La Crus. Esce così l'album Hypocrisy showroom (Ammonia Records, 2003) in cui viene elaborato un suono crossover tra post-hardcore e alternative metal, senza rinunciare al lato melodico e senza incedere troppo sul lato virtuosistico e sperimentale di questi generi.
Tra il 2003 ed il 2004 Olly collabora con diverse band: Presta la propria voce ai Persiana Jones nell'album Brace for Impact (UAZ Records, 2003), partecipa come paroliere e voce al brano "Euronoise" degli olandesi De Heideroosjes presente nell'album Sinema (Epitaph Records, 2004) e poi la voce nel brano 2002 dei Moravagine presente in Diaboliko (Bagana Records, 2004). Ma negli anni successivi svolgerà anche l'attività di tecnico di studio e produttore artistico, realizzando album di artisti come PAY, Ricky e i suoi amicky, Speedjackers, Pino Scotto, Movida ed aprendo poi il proprio studio di registrazione chiamato Rocker Studio.
Nel 2005 il produttore Max Cantù della Bagana Records coinvolge Olly e The Good Fellas in un progetto che riprende brani del panorama cantautoriale, del punk rock e dell'indie rock riproposti nel tipico sound swing della band. In Olly Meets the Good Fellas interpreta brani di Luigi Tenco, Ramones e Queens of the Stone Age in una veste swing del tutto diversa. Dal 2006 Olly fu poi molto attivo nel progetto Rezophonic di Mario Riso, prendendovi spesso parte sia in ruoli artistici che tecnici.
Nel 2006 Olly forma The Fire coinvolgendo nel progetto la band Madbones, allontanandosi ancor più dei suoni di inizio carriera per elaborare un sound tra emo-pop adolescenziale, hard rock ed alternative rock. Nello stesso anno esce il loro primo album intitolato Loverdrive (V2 Records, 2006) a cui seguono Abracadabra (Valery Records, 2009) e Supernova (Ammonia Records, 2012). In questi anni The Fire saranno il progetto principale di Olly, con attività concertistica in tutta Europa condividendo anche il palco con band come Deep Purple, Iggy Pop, Alice Cooper, The Damned, Fall Out Boy, Kaiser Chiefs, Gotthard, Satanic Surfers e Nashville Pussy.

### 2012-in poi: Tra réunion degli Shandon e nuovi progetti
Nel 2011 intanto gli Shandon si erano riformati per quello che diventerà lo Shandon Reunion Tour 2012 registrando presto il tutto esaurito{ e per l'occasione la Valery Records e Ammonia Records pubblicano l'album di Greatest Hits The Best Of ★ The Rest Of. Parte così il nuovo corso della band che li vedrà nella pubblicazione di nuovi album e nuovi tour futuri.
Nel 2014 nacque invece il nuovo progetto Olly Riva & The Soul Rockets, con cui Olly tributava suo padre e le sonorità del Soul e del Rhythm and blues da lui ascoltate, radunando una band composta da Count Ferdi dei Bluebeaters, Geno dei Jane J’s Clan, Gabriele e Jack delle Doppie Viti, Iasco, Luca e Cello, in passato rispettivamente con Figli di Madre Ignota, Shandon e Vallanzaska dislocati alla sezione fiati. Uscirono così prima l'EP su 7" Rock N' Soul (Ammonia Records / Rocketman Records, 2014) e poi l'album Mono 2 Stereo (Ammonia Records, 2015). Sempre nel 2015 usciva invece l'EP dei The Fire intitolato Bittersweet (Ammonia Records).

## Discografia

### Solista
Album
- 2005 - Olly Meets the Good Fellas - come Olly Meets The Good Fellas
- 2015 - Mono 2 Stereo - come Olly Riva & The Soul Rockets

Singoli ed EP
- 2014 - Rock N' Soul - come Olly Riva & The Soul Rockets

### Con gli Shandon
Album in studio
- 1997 - Skamobile
- 1998 - Nice Try
- 2000 - Fetish
- 2001 - Punk.billy.ska.core
- 2002 - Not So Happy to Be Sad
- 2004 - SixtyNine
- 2016 - Back on Board
- 2019 - Il segreto
- 2025 - Social Suicide

Live
- 2004 - Best Wishes: Live at Rolling Stone, Milano

EP
- 1997 - Due gusti due baci
- 2001 - Janet
- 2002 - Evoluzione
- 2002 - Legacy
- 2004 - Viola

Raccolte
- 2012 - The Best of - The Rest of

Altro
- 2002 - Split Competition Vol. 1

DVD
- 2004 - Best Wishes! Being Shandon for Ten Years
- 2012 - Bye Bye Show

### Con i Furious Party
Album in studio
- 2003 - Hypocrisy Showroom

### Con i The Fire
Album in studio
- 2006 - Loverdrive
- 2009 - Abracadabra
- 2012 - Supernova

EP
- 2009 - Electro Cabaret
- 2011 - Madama Butterfly

Singoli
- 2006 - Emily
- 2007 - Small Town Boy
- 2008 - Elettrocabaret

## Videografia
- 2000 - Placebo Effect
- 2001 - Janet
- 2002 - My Friends
- 2003 - Evoluzione
- 2004 - Viola
- 2006 - Emily
- 2007 - Small Town Boy
- 2010 - Scars
- 2012 - Follow Me (feat. Alteria)
- 2013 - Paralyzed
- 2013 - Claustrophobia

## Collaborazioni
- 2008 - Featuring in Giardino di magnolie con i 200 Bullets
- 2010 - Featuring in Cenere con The Blot
- 2010 - Featuring in Blondie con The Black Banana
- 2011 - Featuring in Dreaming con i Nikys!
- 2011 - Featuring in 5 Mistakes con i Why Not Loser
- 2011 - Featuring in Here to Stay con i WakeUpCall
- 2011 - Featuring in Eroi senza volto con gli NH3
- 2011 - Featuring in The Game con i Several Union
- 2012 - Featuring in Criminale con i Toxic Tuna
- 2013 - Featuring in Imagin' Stars con i Killing the Ashes
- 2018 - Featuring in We Are All to Blame con The Elements